# Zatvorenost (matematika)
Za skup S kažemo da je zatvoren pod nekom operacijom ako ta operacija na članovima skupa daje član tog skupa. Na primjer, realni brojevi su zatvoreni pod operacijom oduzimanja, ali prirodni brojevi nisu: 3 i 7 su prirodni brojevi, ali rezultat operacije 3 - 7 nije.